# Chaunopycnis
Chaunopycnis är ett släkte av svampar. Chaunopycnis ingår i familjen Ophiocordycipitaceae, ordningen köttkärnsvampar, klassen Sordariomycetes, divisionen sporsäcksvampar och riket svampar.
|              | Hymenostilbe                                                                  |
|              |                                                                               |
|              | Haptocillium                                                                  |
|              |                                                                               |
|              | Elaphocordyceps                                                               |
|              |                                                                               |
|              | Ophiocordyceps                                                                |
|              |                                                                               |
|              | Syngliocladium                                                                |
|              |                                                                               |
| Chaunopycnis | \| \| Chaunopycnis alba \| \| \| \| \| \| Chaunopycnis ovalispora \| \| \| \| |
|              | \| \| Chaunopycnis alba \| \| \| \| \| \| Chaunopycnis ovalispora \| \| \| \| |
|              | Tolypocladium                                                                 |
|              |                                                                               |
|              | Hirsutella                                                                    |
|              |                                                                               |
|              | Polycephalomyces                                                              |
|              |                                                                               |
|              | Chaunopycnis alba                                                             |
|              |                                                                               |
|              | Chaunopycnis ovalispora                                                       |
|              |                                                                               |

|  | Chaunopycnis alba       |
|  |                         |
|  | Chaunopycnis ovalispora |
|  |                         |